# Cronologia dei computer dal 2000 al 2009
Questa voce presenta una cronologia di eventi nella storia dei computer dal 2000 al 2009. Per una narrazione in prosa, si veda la voce Storia del computer.

## 2000
| Data           | Luogo    | Evento | Immagine |
| -------------- | -------- | --- | -------- |
| Gennaio        | USA      | Al MacWorld di San Francisco, Steve Jobs vara il nuovo sistema operativo Macintosh OS X, parzialmente realizzato con software che la Apple aveva acquistato dalla NeXT tre anni prima. |          |
| 17 febbraio    | Mondo    | Microsoft lancia la nuova versione del suo sistema operativo, Windows 2000. |          |
| 4 marzo        | Giappone | Viene lanciata la Sony Playstation 2. |          |
| 10 marzo       | USA      | Il NASDAQ, l'indice borsistico statunitense che si riferisce ai titoli tecnologici, raggiunge il suo picco, a 5.132 punti. È la vigilia dell'esplosione di quella che verrà definita la "bolla delle dot-com", un crollo che nel giro di due anni vedrà andare in fumo circa 5 trilioni di dollari e il fallimento di migliaia di startup tecnologiche.                       |          |
| Marzo          | Mondo    | AMD e Intel annunciano l'uscita di processori capaci di lavorare a una frequenza di 1 GHz (Athlon di AMD, Pentium III di Intel); entrambe le aziende annunciano di avere spedito le prime forniture tra la fine di febbraio e l'inizio di marzo. |          |
| 20 novembre    | ?        | Intel introduce il microprocessore Pentium 4. |          |
| ?              | ?        | Tra il 1999 e il 2000 si colloca la seconda generazione di processori grafici; lo spartiacque può essere fatto coincidere con l'introduzione, da parte di NVIDIA, della GeForce 256 dotata di un motore Transform&Lighting statico integrato; questa GPU è costituita da 23 milioni di transistor prodotti con tecnologia a 0,22 micron e operanti alla frequenza di 120 MHz. |          |
| 19 giugno 2000 | Mondo    | Microsoft lancia Windows Millennium (ME). |          |
| ?              | USA      | Viene assegnato il premio Nobel per la fisica a Jack Kilby per l'invenzione del circuito integrato. |          |
| ?              | ?        | Diviene disponibile la rete GPRS (2.5G). |          |
| ?              | ?        | Samsung propone un "combo", un apparecchio in grado di leggere sia le videocassette VHS sia i nuovi DVD: è il SV-DVD1E. |          |
| ?              | ?        | Entra nel mercato il BlackBerry 857: schermo monocromatico da 160×160 pixel, rotellina laterale per la navigazione, la trackwheel; il nuovo terminale permette anche, oltre alla consultazione delle email, la possibilità di navigare, anche se in maniera molto basilare.                                                                                                   |          |
| ?              | Italia   | Arriva in Italia l'ADSL. |          |
| ?              | Mondo    | La quota di mercato in mano a Windows arriva, in quest'anno, al 95%. La ragione principale del successo di Microsoft è la sua piena disponibilità a concedere in licenza il proprio sistema operativo a qualunque produttore di hardware. |          |

## 2001
| Data        | Luogo | Evento | Immagine |
| ----------- | ----- | --- | -------- |
| 9 gennaio   | USA   | Al MacWorld, viene ufficialmente presentato iTunes, un sistema di organizzazione della musica presente nei computer Mac; la versione compatibile anche con Windows di Microsoft uscirà solamente due anni dopo. |          |
| 15 gennaio  | Mondo | Jimmy Wales e un gruppo di volontari decidono di scrivere una grande enciclopedia dello scibile umano sul web e aprirla a chiunque voglia collaborare a completarla: Wikipedia. |          |
| 19 maggio   | USA   | Apre i battenti il primo Apple Store a Tysons Corner, in Virginia. |          |
| 23 ottobre  | USA   | Viene presentato il primo iPod. |          |
| 25 ottobre  | Mondo | Microsoft lancia il sistema operativo Windows XP, che si rivelerà come il suo sistema più longevo e apprezzato dagli utenti. |          |
| 15 novembre | USA   | Fa il suo esordio sul mercato USA la Xbox di Microsoft, una console per videogiochi che sfida il fenomeno Playstation di Sony. |          |
| ?           | ?     | La ATI Radeon 8500 domina il mercato all'inizio del nuovo millennio, fino all'arrivo delle architetture di calcolo di NVIDIA. |          |
| ?           | ?     | In ambito portatile, all'inizio del millennio un impulso è dato dal Pentium III mobile, che saprà resistere anche al Pentium 4; l'HP Omnibook 500 pesa 1,6 kg. |          |
| ?           | ?     | Vari ricercatori, incrociando nanotubi di carbonio o diluendo molecole chiamate tioli con non-conduttori, creano transistor costituiti da singoli nanotubi. |          |
| ?           | ?     | Yong Chen, del Quantum Science Research (Hewlett-Packard), inventa un metodo di produzione, chiamato litografia nano-imprint, che può produrre circuiti in scala molecolare su chip di computer; i fili di platino formati dalla litografia a fascio di elettroni formano uno stampo principale sul quale è depositato un singolo strato di molecole commutabili elettronicamente; una seconda griglia di fili è posta in modo ortogonale (i fili sono ad angolo retto l'uno rispetto all'altro) al primo; le giunzioni dei fili minori di un micrometro quadrato possono essere indirizzate e utilizzate per leggere o scrivere dati. |          |

## 2002
| Data       | Luogo       | Evento | Immagine |
| ---------- | ----------- | --- | -------- |
| 13 ottobre | Paesi Bassi | Durante la prima Blender Conference (una riunione di artisti e sviluppatori di Blender, da allora ripetutasi ogni anno) tenuta ad Amsterdam, Blender viene rilasciato pubblicamente sotto i termini della licenza GPL e da allora la sua crescita è continuata, supportata da un gran numero di entusiasti volontari, guidati dal creatore originale di Blender, Ton Roosendaal. |          |
| Dicembre   | Mondo       | Escono le DirectX 9.0. |          |
| ?          | ?           | Bill Gates lancia l'epopea del Microsoft Tablet PC, il cui primo esponente è il Fujitsu Stylistic. |          |
| ?          | Mondo       | Il Treo 600 di Palm inaugura lo smartphone moderno insieme al Blackberry: i palmari tradizionali si fondono con i telefoni cellulari. |          |
| ?          | Mondo       | Microsoft è tra i primi a proporre un media player moderno, rendendo disponibile Media Center, costituito da una suite software e da un'interfaccia semplificata inserite in un'edizione speciale di Windows (Windows XP Media Center Edition) pensata specificatamente per la gestione degli archivi multimediali. |          |
| ?          | USA         | NVIDIA mostra una nuova GPU, la GeForce FX, dotata di sufficienti processori grafici da poter produrre una pelle davvero realistica su un manichino, in tempo reale. |          |
| ?          | USA         | I ricercatori dell'Università di Princeton scoprono un nuovo metodo per creare chip per computer, che si basa sul loro stampaggio con quarzo inciso piuttosto che sulla "bruciatura" attraverso maschere. |          |
| ?          | Giappone    | Un nuovo supercomputer giapponese chiamato Earth Simulator raggiunge una velocità di elaborazione di 35 600 gigaflop (un gigaflop è un miliardo di calcoli per secondo). |          |
| ?          | Mondo       | Per sviluppare i suoi telefoni cellulari Sony sceglie un partner europeo come Ericsson, azienda svedese che lotta con Nokia per primeggiare sul mercato; il Sony Ericsson P800 è tra i primi a utilizzare il sistema operativo Symbian; questo sistema è in grado di gestire nel migliore dei modi l'esigua quantità di memoria disponibile sui cellulari di quest'epoca; altra prerogativa è il migliore sfruttamento della batteria ricaricabile, richiedendo il minimo apporto possibile di corrente per aumentare l'autonomia del dispositivo. |          |
| ?          | ?           | Nokia presenta il primo cellulare (il Nokia 7650) con fotocamera integrata, un minuscolo obiettivo e un sensore da 0,3 megapixel permettono di scattare delle foto da memorizzare nel cellulare o da spedire tramite MMS; il sistema operativo è Symbian; questo modello è all'avanguardia anche per il display a colori con risoluzione di 176×208 pixel, ha la connessione senza fili Bluetooth 1.1 ed è già un dual band GSM a 900 e 1800 MHz.                                                                                                  |          |
| ?          | USA         | Al CES di Las Vegas interviene Bill Gates in persona per lanciare lo standard Windows Media Audio. |          |
| ?          | ?           | In quest'anno il Wi-Fi entra nelle case per rivoluzionare la trasmissione dati liberandola dai vincoli del cablaggio e rendendo possibile collegare diversi apparati in tutta la casa; la trasmissione lavora sulla frequenza dei 2,4 GHz ma pochi computer sono già compatibili; per ovviare a questa mancanza vengono proposti ricevitori Wi-Fi esterni con antennina da inserire in PC e notebook, il costo è di circa 100 dollari. |          |

## 2003
| Data      | Luogo  | Evento | Immagine |
| --------- | ------ | --- | -------- |
| 28 aprile | USA    | Steve Jobs presenta l'iTunes Store al centro congressi Moscone di San Francisco. |          |
| 15 luglio | USA    | Nasce la Mozilla Foundation, un'associazione senza fini di lucro che ha come obiettivo quello di supportare e fornire l'organizzazione e la direzione del progetto open source Mozilla. |          |
| 1º agosto | Mondo  | Nasce il primo social network: Myspace. Nel 2006 diventerà il sito più popolare negli USA. |          |
| Agosto    | Svezia | Gli svedesi Niklas Zennström e Dane Janus Friis mettono a punto un sistema che permette di comunicare via voce attraverso la connessione Internet, evitando quindi la linea telefonica e le relative tariffe: Skype. |          |
| ?         | ?      | Viene presentato lo standard Serial ATA, che permette di svecchiare il sistema di collegamento dei dischi fornendo una maggiore capacità di trasferimento dati. |          |
| ?         | ?      | L'architettura Centrino con Pentium M diffonde massicciamente le reti Wi-FI; nasce il convertibile moderno, il Compaq TC-1000. |          |
| ?         | ?      | Fa la sua comparsa la presa HDMI in molti dispositivi, permettendo il trasferimento di dati audio-video digitali su un solo cavo. Lo standard HDMI era stato pubblicato alla fine del 2002 in versione 1.0, e all'inizio veicolava al massimo video Full HD a 60 fps con audio non compresso a otto canali e 192 kHz/24 bit. |          |
| ?         | USA    | HP propone la LaserJet 4L, la prima stampante laser domestica. |          |
| ?         | USA    | Andy Rubin, Rich Minerva, Nick Sears e Chris White fondano la Android Inc., una società che ha come obiettivo lo sviluppo di software e applicazioni per gli smartphone che verranno. Nel 2005, Google rileverà la società.                                                                                                  |          |
| ?         | USA    | Negli USA le fotocamere digitali vendute superano quelle analogiche. |          |

## 2004
| Data        | Luogo                                  | Evento | Immagine |
| ----------- | -------------------------------------- | --- | -------- |
| 4 febbraio  | USA                                    | Il diciannovenne Mark Zuckerberg lancia il sito TheFacebook, inizialmente pensato come mezzo di socializzazione per gli studenti di Harvard; sarà abbreviato più tardi come Facebook.                                           |          |
| 1º aprile   | Mondo                                  | Google annuncia l'arrivo di un servizio gratuito di posta elettronica, Gmail, con spazio di archiviazione abbondante (1 GB, 500 volte maggiore rispetto a quello che si poteva avere con servizi gratuiti di posta dell'epoca). |          |
| 23 novembre | Nord America, Australia, Nuova Zelanda | Esce World of Warcraft, un videogioco che si svolge solo sul web e viene giocato contemporaneamente da persone reali. Giungerà in Europa nel 2005.                                                                              |          |
| ?           | ?                                      | Nasce il gruppo Anonymous, composto da utenti che agiscono appunto anonimamente per perseguire obiettivi concordati. |          |
| ?           | Mondo                                  | Inizia l'era dei display a cristalli liquidi (LCD): il primo TV con questa tecnologia viene largamente distribuito in quest'anno da Samsung.                                                                                    |          |
| ?           | ?                                      | Dale Dougherty conia il termine «web 2.0». |          |
| ?           | ?                                      | A partire da quest'anno, Samsung diviene il produttore più grande al mondo di display OLED, producendo il 40% di display con questa tecnologia.                                                                                 |          |

## 2005
| Data        | Luogo  | Evento | Immagine |
| ----------- | ------ | --- | -------- |
| - Febbraio  | Mondo  | Tre ex dipendenti di PayPal lanciano un sito esclusivamente dedicato alla condivisione di materiale video: YouTube. |          |
| 22 novembre | USA    | Con il lancio della Xbox 360 si inaugura la settima generazione delle console per videogiochi in ambito casalingo. |          |
| ?           | Italia | È Medusa a pubblicare il primo film italiano in alta definizione su DVD: si tratta di Profondo rosso, il capolavoro di Dario Argento, che viene proposto su DVD con video in formato 1080p e audio in 5.1. |          |
| ?           | ?      | IBM vende la divisione di personal computer alla cinese Lenovo. |          |
| ?           | Mondo  | Kim Dotcom fonda Megaupload, un servizio di file hosting e di file sharing, grazie al quale gli utenti possono immagazzinare e condividere i propri file; fin dall'inizio della sua attività, però, il servizio viene utilizzato per il traffico di materiale protetto da copyright sollevando subito forti sospetti di pirateria online. Nel 2012, Megaupload verrà sequestrato dal Dipartimento di Giustizia degli Stati Uniti e Kim Dotcom verrà arrestato nella sua abitazione in Nuova Zelanda. |          |
| ?           | ?      | Sony presenta la PSP, studiata per sfidare lo strapotere della Nintendo DS. |          |
| ?           | USA    | In quest'anno, nasce l'idea alla base degli Hackintosh durante la Worldwide Developers Conference, quando Apple annuncia l'abbandono dell'architettura PowerPC di IBM – in uso dal 1994 – per migrare a quella Intel x86, annullando di fatto le differenze hardware tra i computer Mac di generazione precedente e i PC standard. |          |

## 2006
| Data       | Luogo  | Evento | Immagine |
| ---------- | ------ | --- | -------- |
| Marzo      | Mondo  | Prende il via Twitter, un servizio gratuito di social networking e microblogging che si basa sulla pubblicazione di messaggi con lunghezza massima di 140 caratteri che possono essere letti e scritti da tutti gli iscritti. |          |
| 4 ottobre  | ?      | Viene registrato il dominio www.wikileaks.org. |          |
| Ottobre    | Italia | Dopo che il Blu-ray fa il suo ingresso nel mercato, viene lanciato in Italia il primo lettore per questo tipo di disco, il Samsung BD-P1000. |          |
| Ottobre    | USA    | Google compra YouTube. |          |
| Novembre   | Mondo  | L'arrivo delle DirectX 10 cambia molte cose, almeno sul piano delle architetture, con l'introduzione del concetto di shader unificato. |          |
| 7 dicembre | Italia | Arriva nei negozi italiani la console per videogiochi Nintendo Wii. |          |
| ?          | ?      | La NVIDIA G80 segna l'inizio dell'era in cui la GPU è usata come un vero processore e non solo per la grafica; essa impiega circa 680 milioni di transistor per implementare il motore grafico a shader unificati. |          |
| ?          | Svezia | Nasce Spotify. |          |
| ?          | Italia | I Campionati del Mondo di calcio di Germania 2006 sono l'occasione per Sky per iniziare a trasmettere in alta definizione sul canale 207. |          |
| ?          | Mondo  | Inizia in quest'anno quella che l'industria dell'elettronica definisce «la guerra dei formati HD»; i protagonisti sono il formato HD DVD e il Blu-ray, che si contendono, in chiave alta definizione, il posto fino a quel momento occupato dai DVD. |          |
| ?          | Mondo  | Microsoft presenta il primo dispositivo UMPC (Ultra Mobile PC) conosciuto con il nome in codice Origami; si tratta di computer ultraportatili di dimensioni a metà strada tra quelle di un palmare e di un sub-notebook, con un peso che va da 800 a 1000 g, e che integrano un comune sistema operativo da PC. Negli anni successivi, anche Samsung con il Q1 e Asus con R2H entrano in questo nuovo settore: si tratta dei veri progenitori di tablet. |          |
| ?          | USA    | Disney acquista Pixar Animation Studios (casa di produzione cinematografica specializzata in computer grafica). |          |
| ?          | ?      | Il Nokia N95 possiede una fotocamera da 5 megapixel e con lenti Zeiss. |          |

## 2007
| Data        | Luogo  | Evento | Immagine |
| ----------- | ------ | --- | -------- |
| 9 gennaio   | USA    | Viene presentata la Apple TV di prima generazione, un media center che ha lo scopo di riprodurre musica, video e podcast presenti nella libreria di iTunes. |          |
| 9 gennaio   | USA    | Durante il MacWorld di San Francisco, Steve Jobs presenta l'iPhone. Solo l'anno dopo arriva in Italia in versione 3G. |          |
| 30 gennaio  | Mondo  | Viene messo in vendita il nuovo sistema operativo di Microsoft, Windows Vista, della famiglia Windows NT, con architettura a kernel ibrido. Lo sviluppo di Windows Vista si era concluso nel novembre 2006 con l'annuncio della pubblicazione di Windows Vista RTM. |          |
| 23 marzo    | Europa | Distribuita in tutta Europa a partire dal 23 marzo 2007, Playstation 3 è la console per videogiochi prodotta da Sony Computer Entertainment caratterizzata da un design bombato e dotata di processore Cell Broadband in grado di fornire migliori prestazioni grafiche rispetto alle generazioni precedenti. |          |
| 19 novembre | USA    | Amazon introduce il lettore di libri digitali Kindle. |          |
| ?           | USA    | Al CES 2007 di Las Vegas si affermano i primi processori quadcore e gli hard disk con capacità da 1 TB; la prima azienda a vendere un hard disk da 1 TB è Hitachi verso la metà dell'anno, con il Deskstar 7K1000, in vendita a un prezzo attorno ai 400 euro. Nel 2008, Seagate sarà il primo produttore a offrire una soluzione da 1,5 TB; nel 2009 sarà la volta di Western Digital con il primo disco da 2 TB.                                                                                          |          |
| ?           | Mondo  | Fin dal suo esordio il Tablet PC è sempre stato considerato un prodotto quasi esclusivamente business; una situazione che cambia nel 2007 quando HP lancia sul mercato il primo modello consumer: Pavilion serie TX1X00; si tratta di un computer portatile che permette all'utente di interfacciarsi con il sistema direttamente attraverso lo schermo utilizzando una penna; da quel momento la strada al tablet è spianata, fino ad arrivare ai modelli che sfruttano il tocco delle dita sullo schermo. |          |
| ?           | ?      | LG presenta un lettore combo ibrido, BH100 soprannominato Super Multi-Blu, che riproduce sia i dischi Blu-ray sia HD DVD. |          |
| ?           | Mondo  | Nasce l'AVCHD, un formato di registrazione ad alta definizione che può essere utilizzato su vari dispositivi di memorizzazione, tra cui i dischi rigidi e le schede di memoria. In quest'anno, Sony presenta la videocamera HDR-UX1, che supporta la tecnologia AVCHD, oltre a essere dotata di zoom ottico 10x, zoom digitale 80x e obiettivo Carl Zeiss Vario-Sonnar T Lens; è compatibile con una varietà di formati DVD e dispone di uscite HDMI, USB 2.0, component e video composito.                 |          |
| ?           | Mondo  | Iniziano a essere commercializzati i Chromebook, portatili con preinstallato il sistema operativo Chrome OS. |          |
| ?           | USA    | In quest'anno, il servizio Windows Live Folders entra in fase beta; esso evolverà in Onedrive. |          |
| ?           | USA    | Viene lanciato Dropbox, uno dei più importanti servizi di cloud storage. |          |

## 2008
| Data         | Luogo | Evento | Immagine |
| ------------ | ----- | --- | -------- |
| 2 settembre  | Mondo | Google pubblica il browser Chrome, nella primissima versione beta, disponibile solo per Windows e in 43 lingue; bisognerà attendere l'anno successivo per l'uscita delle versioni beta su Linux e Mac OS X e il 2010 per la compatibilità con tutte le altre piattaforme. |          |
| 23 settembre | Mondo | Viene introdotta la prima versione di Android da Google. |          |
| 22 ottobre   | ?     | Con l'esordio commerciale dello smartphone HTC Dream, ha inizio la fortunata era dei dispositivi mobili Android. |          |
| ?            | ?     | Il fenomeno dei netbook prende forma attorno all'idea di un dispositivo economico e contenuto nelle dimensioni e nei consumi. Il primo produttore ad accettare la sfida è Asus che, con il supporto di Intel, trasforma i requisiti in un prodotto finito: nasce così Asus eeePC. |          |
| ?            | ?     | Sony XEL-1 è il primo televisore al mondo con tecnologia OLED; ha uno spessore di 3 mm, e per alloggiare porte, prese, pulsanti e speaker, Sony ha ideato una base non removibile sotto al display. |          |
| ?            | USA   | Dopo un periodo di sperimentazione, l'era dei cloni Macintosh si apre con Psystar, azienda con sede legale in Florida, che a partire dalla metà del 2008 propone sul mercato sistemi desktop non Apple equipaggiati con sistema operativo OS X (Leopard); dopo pochi giorni, da Cupertino, arriva la denuncia e la conseguente battaglia legale per bloccare la vendita dei cloni Macintosh. |          |

## 2009
| Data        | Luogo  | Evento | Immagine |
| ----------- | ------ | --- | -------- |
| 3 aprile    | Europa | Dopo circa quattro mesi dall'uscita in Giappone, la console portatile Nintendo DSi arriva anche in Europa, Italia compresa. |          |
| 22 ottobre  | Mondo  | Microsoft pubblica Windows 7. |          |
| Ottobre     | Mondo  | L'introduzione delle librerie DirectX 11 segna l’inizio di nuova generazione di GPU, capace non solo di sofisticate manipolazioni dei vertici e dei pixel, ma anche di complesse elaborazioni su interi blocchi di geometria. |          |
| 15 dicembre | Svezia | L'operatore telefonico Svedese TeliaSonera commercializza, inizialmente solo a Stoccolma e a Oslo, le prime offerte LTE tramite chiavette USB. La standardizzazione del 4G/LTE era stata in realtà completata già a inizio 2008, per poi trasformarsi in offerta commerciale l'anno dopo con appunto le prime offerte di TeliaSonera. In Italia il 4G partirà solo nel 2012. |          |
| 16 dicembre | Mondo  | Il film Avatar di James Cameron, girato con il Fusion Camera System, è acclamato come il migliore film in 3D nella storia e aiuta a spingere il 3D verso ulteriori sviluppi. |          |
| ?           | ?      | Esce la criptovaluta Bitcoin. |          |
| ?           | ?      | In poco più di cinque anni ai dischi magnetici si affiancheranno quelli allo stato solido, essenziali per avere un PC ad alte prestazioni; il primo disco SSD da 2,5 pollici con capacità di 1 TB è il modello Nitro, presentato al CES 2009 da Pure Silicon. |          |
| ?           | ?      | Intorno a quest'anno i monitor e le TV LCD iniziano a essere prodotti usando i LED come retroilluminazione. |          |

### Cronologie
- Cronologia dei computer fino al 1950
- Cronologia dei computer dal 1950 al 1979
- Cronologia dei computer dal 1980 al 1989
- Cronologia dei computer dal 1990 al 1999
- Cronologia dei computer dal 2010 al 2019